# Ezcabarte
Ezcabarte là một đô thị trong tỉnh và cộng đồng tự trị Navarre, Tây Ban Nha. Đô thị này có dân số là 1.261 người. Đô thị nằm ở độ cao m trên mực nước biển, cách tỉnh lỵ km.
Các cộng đồng dân cư gồm: Arre, Azoz, Cildoz, Eusa, Maquirriáin, Oricáin, Orrio và Sorauren cũng như các làng Adériz, Anoz, Ezcaba và Garrués.

## Biến động dân số
| Biến động dân số | Biến động dân số | Biến động dân số | Biến động dân số | Biến động dân số | Biến động dân số | Biến động dân số | Biến động dân số | Biến động dân số | Biến động dân số | Biến động dân số |
| 1996             | 1998             | 1999             | 2000             | 2001             | 2002             | 2003             | 2004             | 2005             | 2006             | 2007             |
| ---------------- | ---------------- | ---------------- | ---------------- | ---------------- | ---------------- | ---------------- | ---------------- | ---------------- | ---------------- | ---------------- |
| 1 085            | 1 140            | 1 198            | 1 202            | 1 265            | 1 335            | 1 353            | 1 403            | 1 490            | 1 540            | 1 575            |
| Nguồn:           |                  |                  |                  |                  |                  |                  |                  |                  |                  |                  |